# ジョージ・トムソン (モニフィースのトムソン男爵)
モニフィースのトムソン男爵ジョージ・モーガン・トムソン（George Morgan Thomson, Baron Thomson of Monifieth 1921年1月16日 - 2008年10月3日）は、イギリスの政治家。1977年に一代貴族に叙され、1981年にシッスル勲章を叙勲した。
初めは労働党に所属していたが、後に社会民主党を経て自由民主党の党員となった。

## 生涯と業績
トムソンはダンディーのブローティー・フェリーにあるグローブ学士院で学び、1941年にイギリス空軍に入隊した。1946年からはダンディーのフォワード新聞社に入社し、編集者として1956年まで勤務した。
トムソンは1950年と1951年の庶民院議員総選挙にグラスゴー・ヒルヘッド選挙区から出馬するも、当選はならなかった。1952年、トムソンは東ダンディー選挙区の庶民院議員補欠選挙に立候補し、ようやく初当選を果たした。トムソンは1972年に辞職するまで庶民院議員として活動を続け、1966年に枢密顧問官に任命された。
トムソンはハロルド・ウィルソン内閣の下、1966年4月6日から1967年1月7日までランカスター公領大臣を、1967年8月29日から1968年10月17日まで英連邦大臣を務め、1968年から1969年までは無任所大臣を務めた。さらに1969年10月6日から1970年6月19日まで再びランカスター公領大臣を務めた。
トムソンは英連邦大臣を務めている間、南ローデシア（現在のジンバブエ）の独立問題の解決に奔走し、南ローデシア政権に対する経済制裁を決断した。
1973年から1977年までは欧州共同体の委員を務め、強い欧州を目指した地域政策を主張した。トムソンは1977年に一代貴族爵位「ダンディー市のモニフィースの、モニフィースのトムソン男爵 (Baron Thomson of Monifieth, of Monifieth in the District of the City of Dundee) に叙され、貴族院へ移籍し、その後1977年から1980年までは広告基準局の会長と王室公領委員を務めた。
1981年、トムソンはアザミ勲位を叙勲し、1981年から1988年までは独立放送協会の会長として民間放送の事業認可に関する議論の指揮を執った。
| 先代 ダグラス・ホートン    | ランカスター公領大臣 1967年 - 1968年 | 次代 フレデリック・リー     |
| 先代 ハーバート・ボウデン  | 英連邦大臣 1967年 - 1968年           | 次代 マイケル・ステュアート |
| 先代 第6代キャリントン男爵 | 無任所大臣 1968年 - 1969年           | 次代 デイヴィッド・ヤング   |
| 先代 フレデリック・リー    | ランカスター公領大臣 1969年 - 1970年 | 次代 アンソニー・バーバー   |